# Mockbeggar (Hampshire)
Pour les articles homonymes, voir Mockbeggar.
Mockbeggar est un hameau situé dans le parc national de la New Forest, dans le comté du Hampshire, en Angleterre. 

## Vue d'ensemble
La ville la plus proche est Ringwood qui se situe à environ 5 km au sud-ouest du hameau.
La localité relève de la paroisse civile d'Ellingham, Harbridge et Ibsley.
Les lacs Mockbeggar abritent de grosses carpes et des oies sauvages (bernaches).